# 1931 (组合)
1931女子偶像组合，中國大陆已解散女子歌唱偶像团体，由欢聚时代联手台湾音乐制作人团队推出，团体名取自“1个梦想、9位伙伴、3份心意（互信互爱互助）、1切成真”之意，也寓意其线上线下所有表演都是在19点31分开始；团体由Team one、Team two两队组成，共有正式成员27名。一期生分为红、白两队，共18位成员。
2014年11月10日，推出正能量主打单曲《欢聚时刻1931》；11月27日，1931组合正式出道，庆零岁生日。2015年1月9日，白队正式发布单曲《我是那么爱你》；2月4日，红队正式发布单曲《欢乐同萌会》；5月12日，白队凭借《我是那么爱你》获得广州新音乐第十八周的音乐排行榜榜首；6月，受邀出席第八届“CSC城市至尊音乐榜”，获得“年度电台推崇组合大奖”。2016年9月，发布主打单曲《我看见》，及首套泳装纪念册与首支泳装MV；12月27日，数字专辑《华丽大冒险》与精选专辑《谢谢你@我》发布。2017年3月14日，原创单曲《梦想广州》发布。
2017年12月29日，1931女子偶像组合在官方微博上宣布正式停止运营。

## 演艺经历
2014年4月，1931女子组合正式启动全国海选；7月，1931成员开始在YY娱乐平台上进行在线直播演出；11月3日，1931女子组合发布首支单曲《欢聚时刻1931》；11月21日，发布“粉丝EP”预告MV《我们需要你的心意》；11月27日，1931组合正式出道，庆零岁生日 ；12月14日，1931女子组合受邀出席“音乐先锋榜颁奖典礼”，获得“年度先锋新乐队组合”。
2015年1月9日，白队发布单曲《我是那么爱你》；2月4日，红队发布单曲《欢乐同萌会》；5月12日，白队凭借《我是那么爱你》夺得广州新音乐第十八周的音乐排行榜榜首 ；5月30日，以“美·梦成真”为主题的二期招募正式启动；6月，1931女子组合受邀出席第八届“CSC城市至尊音乐榜”，获得“年度电台推崇组合大奖”；6月27日，1931女子组合红队录制央视音乐频道节目《全球中文音乐榜上榜》，并演唱歌曲《欢乐同萌会》；7月23日，1931女子组合发行单曲《我@你》，并由汪东城参演MV的录制；9月5日，1931组合二期生选拔结束； 10月，1931女子组合出席第十一届中国国际漫画节动漫游戏展，组合成员扮演成二次元人物登台表演；11月4日，1931女子组合发布单曲《Fire》，及歌曲MV；11月11日，于“双十一”再发单曲《烟火》；11月16日，1931组合参加北京动漫嘉年华，并演唱三首单曲，而成员王筱月获得最美Coser一等奖，严文竹获得最美Coser优胜奖，1931组合也获得了最佳二次元艺人团体奖；12月5日，受邀出席“音乐先锋榜颁奖典礼”，并获得“年度网络最具人气先锋组合”；12月18日，推出圣诞单曲《加糖情歌》，歌曲发布后获得粉丝的好评；12月19日，受邀出席在北京举行的安徽卫视2015国剧盛典的红毯仪式；11月27日，1931组合举办了首场主题为“谢谢你@我”的公演媒体发布会，公演于圣诞节正式开show，并庆祝一周岁生日；12月31日，1931组合在首场公演落幕后发布单曲《别惊动爱情》。
2016年1月9日，1931组合与吴宗宪同台参加“2015YY娱乐年度盛典”，并作为晚会的揭幕大使，献上开场歌舞《Fire》；1月15日，录制央视《梦想星搭档》除夕特别节目“梦想公益盛典”；1月23日，受邀参加国内首个二次元年度颁奖礼，并由红队现场表演歌曲《别惊动爱情》；2月2日，1931组合在新春佳节来临之际推出了单曲《爱》，希望给在外游子带去满满的爱回家；4月，1931组合以“平行世界”、“另一个我”的新颖概念正式推出主打歌《世上另外一个我》；4月29日，1931组合发布单曲《蜕变之光》[null] ，并以“蜕变之光”命名第二季公演 ；5月20日，于因谐音“我爱你”，而被定义为表白日的520，发布单曲《Honey Love》；6月27日，1931组合发布将剧场公演环节改编成歌的单曲《纸飞机》 ；7月6日，发布满溢爱意的单曲《好想听你说》；7月16日，1931组合受邀出席在鸟巢举办的2016CX-OPEN极限赛，并为赛事献唱代表曲目《Fire》、《你要好好的》；9月23日，发布首套泳装纪念册《1931Thailand 夏祭 ——“欢乐时光”纪念册》；9月26日，发布主打单曲《我看见》的MV，这也是1931女子组合的首支泳装MV；10月7日，1931组合在第二季公演“蜕变之光”结束的同时，宣布1931所有成员将以Team one、Team two的形式重新组阁；11月2日，推出活力主打单曲《欢乐冲击波》的MV；12月12日，1931组合推出单曲《加糖情歌Remix》，该歌曲由台湾音乐人游子芸担任词曲作者；12月27日，1931组合发布了两张专辑，数字专辑《华丽大冒险》收录了同名公演剧幕中的15首原创音乐作品，而精选专辑《谢谢你@我》则收录了组合出道两年的音乐成长与蜕变之路的15首歌曲。
2017年3月14日，1931组合发布原创单曲《梦想广州》 ；4月10日，推出励志单曲《并肩闪耀》。
2017年11月25日，1931举行三周年纪念公演，当天晚上发布重大发表，决定暂停剧场公演，并到12月31日进行为期一个月的内部调整，调整结果将在官方网站公布。
2017年12月24日，1931女子偶像组合在官方微博上宣布将于2017年12月29日正式停止运营。
2018年3月，部分前成员参与腾讯视频《创造101》。

## 成员名单

### TEAM ONE
- 至组合解散前，TEAM ONE共有15名成员。[4]

| TEAM ONE | TEAM ONE | TEAM ONE | TEAM ONE       | TEAM ONE  | TEAM ONE | TEAM ONE                                            |
| 姓名     | 读音     | 昵称     | 出生日期       | 出身地    | 加入时期 | 备注及后续发展                                      |
| -------- | -------- | -------- | -------------- | --------- | -------- | --------------------------------------------------- |
| 陈怡凡   |          | 兜兜     | 1998年6月16日  | 福建 福州 | 1期      | 《创造101》参赛者 SNH48 Team HII成员陈怡馨的妹妹    |
| 代雨丹   |          | 小雨     | 1995年4月9日   | 四川 成都 | 1期      |                                                     |
| 范薇     |          | 小巴     | 1995年8月13日  | 辽宁      | 1期      | 《创造101》参赛者                                   |
| 宫冬雪   |          | 太阳     | 1993年12月7日  | 吉林      | 1期      |                                                     |
| 姜京京   |          | 11       | 1991年11月11日 | 北京      | 1期      |                                                     |
| 李牧芸   |          | 铛铛     | 1995年3月15日  | 广东      | 1期      | 队长 又名李玲                                       |
| 覃婵婵   |          | 夏天     | 1992年12月23日 | 广东      | 1期      |                                                     |
| 魏雨欣   |          | 球球     | 1998年11月22日 | 四川      | 1期      |                                                     |
| 严云笙   |          | 叶子     | 1996年3月28日  | 湖北      | 1期      | 又名严文竹、后改名严以安                            |
| 赵亚男   |          | 猫猫     | 1992年2月8日   | 四川      | 1期      |                                                     |
| 何杰玲   |          | 泡泡     | 1996年1月1日   | 四川      | 1期      |                                                     |
| 卫倩妮   |          | 妮妮     | 1996年7月28日  | 湖北 黄石 | 1期      | 《明日之子水晶时代》及《创造营2020》参赛者          |
| 左帆     |          | 帆仔     | 12月6日        |           | 1期      |                                                     |
| 李子绮   |          | 66       | 12月25日       |           | 1期      |                                                     |
| 李莉满   |          | 小满     | 1999年11月1日  | 广东      | 2期      | 2018年6月7日以李丽满名义加入BEJ48，2019年3月7日退出 |

### TEAM TWO
- 至组合解散前，TEAM TWO共有14名成员。[4]

| TEAM TWO | TEAM TWO | TEAM TWO | TEAM TWO       | TEAM TWO | TEAM TWO | TEAM TWO                                              |
| 姓名     | 读音     | 昵称     | 出生日期       | 出身地   | 加入时期 | 备注及后续发展                                        |
| -------- | -------- | -------- | -------------- | -------- | -------- | ----------------------------------------------------- |
| 吴茜     |          | 茜茜     | 1997年8月14日  | 北京     | 1期      | 《创造101》参赛者、后改名吴洛浛，并参加《了不起舞社》 |
| 刘羽潼   |          | 羽潼     | 1992年10月4日  | 湖北     | 2期      | 队长 转约风生水起影业                                 |
| 曹娜     |          | 辣辣     | 1994年7月20日  | 新疆     | 2期      |                                                       |
| 向俞星   |          | 星星     | 2001年6月5日   | 北京     | 2期      | 《创造101》参赛者                                     |
| 邹燕矫   |          | 大丸     | 1998年9月24日  | 四川     | 2期      |                                                       |
| 曾艺     |          | 冻冻     | 1997年9月14日  | 四川     | 2期      | 2021年8月加入AKB48 Team SH四期生                      |
| 薛明洋青 |          | 小明     | 1997年8月8日   | 重庆     | 2期      |                                                       |
| 徐枭柔   |          | 小油     | 1997年11月13日 | 浙江     | 2期      |                                                       |
| 林小梦   |          | 小闷     | 1993年1月28日  | 山东     | 2期      |                                                       |
| 于子涵   |          | 院长     | 1994年3月1日   | 辽宁     | 2期      | 又名于佳                                              |
| 刘思纤   |          | 四千     | 1994年9月15日  | 江西     | 2期      | 《创造101》参赛者 仍为欢聚传媒（欢聚影业）旗下艺人    |
| 周淑妍   |          | 包子     | 1996年3月22日  | 广东     | 2期      | 前SNH48 Team NII成员                                  |
| 李沐阳   |          | 露露     | 3月8日         |          | 2期      |                                                       |
| 尹馨彤   |          | 彤彤     | 9月18日        |          | 2期      |                                                       |

### 毕业成员
| 毕业成员 | 毕业成员 | 毕业成员 | 毕业成员      | 毕业成员  | 毕业成员 | 毕业成员      | 毕业成员                              |
| 姓名     | 读音     | 昵称     | 出生日期      | 出身地    | 加入时期 | 毕业日        | 备注及后续发展                        |
| -------- | -------- | -------- | ------------- | --------- | -------- | ------------- | ------------------------------------- |
| 闫莉     |          | 女王     | 1990年6月3日  | 湖北      | 1期      | 2016年4月23日 | 转任1931舞蹈总监                      |
| 王筱月   |          | 早喵     | 1993年9月6日  | 重庆      | 1期      | 待查          |                                       |
| 马剑越   |          | 马哥     | 1996年1月25日 | 四川 成都 | 1期      | 2017年1月14日 | 《奇葩说》参演者 现为北猫文化旗下艺人 |
| 苏鑫     |          | 素素     | 1996年7月30日 | 吉林      | 1期      | 待查          |                                       |
| 黄艺林   |          | 菟籽琳   | 1992年3月27日 | 湖南      | 1期      | 待查          |                                       |
| 叶静     |          |          | 1998年8月26日 | 重庆      | 2期      | 待查          |                                       |

## 音乐作品
| 专辑名称       | 发行时间   | 详情             |
| -------------- | ---------- | ---------------- |
| Feeling good   | 2017-09-19 |                  |
| 赤尾           | 2017-08-25 | 首次成员自导自演 |
| 第二人格       | 2017-08-01 | 何杰玲个人单曲   |
| 星火盛放       | 2017-08-12 | 第四季公演专辑   |
| 与你的季节     | 2017-07-08 | 第四季公演专辑   |
| 好喜欢你       | 2017-05-19 |                  |
| 并肩闪耀       | 2017-04-10 |                  |
| 梦想广州       | 2017-03-14 |                  |
| 华丽大冒险     | 2016-12-27 |                  |
| 谢谢你@我      | 2016-12-27 |                  |
| 加糖情歌Remix  | 2016-12-12 |                  |
| 我看见         | 2016-09-12 |                  |
| 好想听你说     | 2016-07-04 |                  |
| 纸飞机         | 2016-06-27 |                  |
| 牵起我的手     | 2016-06-20 |                  |
| 想要改变我     | 2016-06-13 |                  |
| 相遇           | 2016-06-08 |                  |
| 我已悄悄喜欢你 | 2016-05-30 |                  |
| Sexy Boy       | 2016-05-23 |                  |
| Honey Love     | 2016-05-20 |                  |
| 时光之门       | 2016-05-16 |                  |
| 如果你听到     | 2016-05-09 |                  |
| 爱在银河里     | 2016-05-03 |                  |
| 蜕变之光       | 2016-04-29 |                  |
| 天空很蔚蓝     | 2016-04-25 |                  |
| 你要好好的     | 2016-04-21 |                  |
| 梦想天空       | 2016-04-18 |                  |
| 舞姬           | 2016-04-11 |                  |
| 危险能量       | 2016-04-11 |                  |
| 叛逆号码牌     | 2016-04-11 |                  |
| 你要好好的     | 2016-04-08 |                  |
| 世上另外一个我 | 2016-04-01 |                  |
| 花与蝴蝶       | 2016-03-14 |                  |
| 爱             | 2016-02-02 |                  |
| 别惊动爱情     | 2015-12-31 |                  |
| 加糖情歌       | 2015-12-09 |                  |
| 烟火           | 2015-11-11 |                  |
| Fire           | 2015-11-03 |                  |
| 我@你          | 2015-07-23 |                  |
| 欢聚时刻1931   | 2015-06-18 |                  |
| 我是那么爱你   | 2015-01-08 |                  |
| 欢乐同萌会     | 2015-01-05 |                  |

## 电视节目
| 播出时间   | 节目名称           | 简介                               |
| ---------- | ------------------ | ---------------------------------- |
| 2016-08-09 | 幸福账单           | 奥运专场栏目                       |
| 2016-03-05 | 疯狂的丛林         | 红队成员范薇、李玲                 |
| 2015-12-23 | 恋爱学院           | ----                               |
| 2015-06-27 | 全球中文音乐榜上榜 | 红队演唱《欢乐同萌会》             |
| 2015-06-23 | 天籁村             | 成员范薇、吴茜、马剑越、王筱月参加 |
| 2015-05-28 | 桌桌有娱           | 举办小型音乐会                     |
| 2014-11-18 | 飞一般心情         | 宣传歌曲《欢聚时刻1931》           |
| 2014-11-18 | 大卫小夫dododo     | ----                               |
| 2014-11-17 | 俊情一点           | ----                               |
| 2014-11-27 | 天天向上           | ----                               |

## 剧场公演
| 主题                 | 时间           | 演出队伍   | 演出地址           | 备注                                                                 |
| -------------------- | -------------- | ---------- | ------------------ | -------------------------------------------------------------------- |
| 《谢谢你@我》        | 2015年12月25日 | 红队、白队 | 广州市1931演艺中心 |                                                                      |
| 《蜕变之光》第二季   | 2016年         | 红队、白队 | 广州市1931演艺中心 | 公演于4月29日开始，以红队白队每周各一场的形式，举办了共计48场公演 。 |
| 《华丽大冒险》第三季 | 周六19:31      | Team One   | 广州市1931演艺中心 |                                                                      |
| 《谢谢你@我》第三季  | 周日14:00      | Team Two   | 广州市1931演艺中心 |                                                                      |
| 《与你的季节》第四季 | 隔周六19:31    | Team Two   | 广州市1931演艺中心 |                                                                      |
| 《星火盛放》第四季   | 隔周六19:31    | Team ONE   | 广州市1931演艺中心 |                                                                      |

1931演艺中心地址：广东省广州市天河区黄埔大道中309号羊城创意产业园2-09栋

## 获奖记录
| 音乐先锋榜                                                                                      |
| - 2015-12-05 2015年度网络最具人气先锋组合 （获奖） - 2014-12-14 2014年度先锋新乐队组合 （获奖） |
| CSC城市至尊音乐榜                                                                               |
| - 2016-06-11 校园人气组合 我@你 （获奖） - 2015-06-25 第8届 年度电台推崇组合大奖 （获奖）       |

## 社会活动
2016年8月9日，奥运开幕式当天，1931女子偶像组合作为“世界无醛日”的形象大使献唱主题曲《你要好好的》，呼吁人们关爱白血病儿童，身体力行为圆白血病儿童赴里约看奥运的梦想赢取幸福账单。